# Otto Graf Lambsdorff

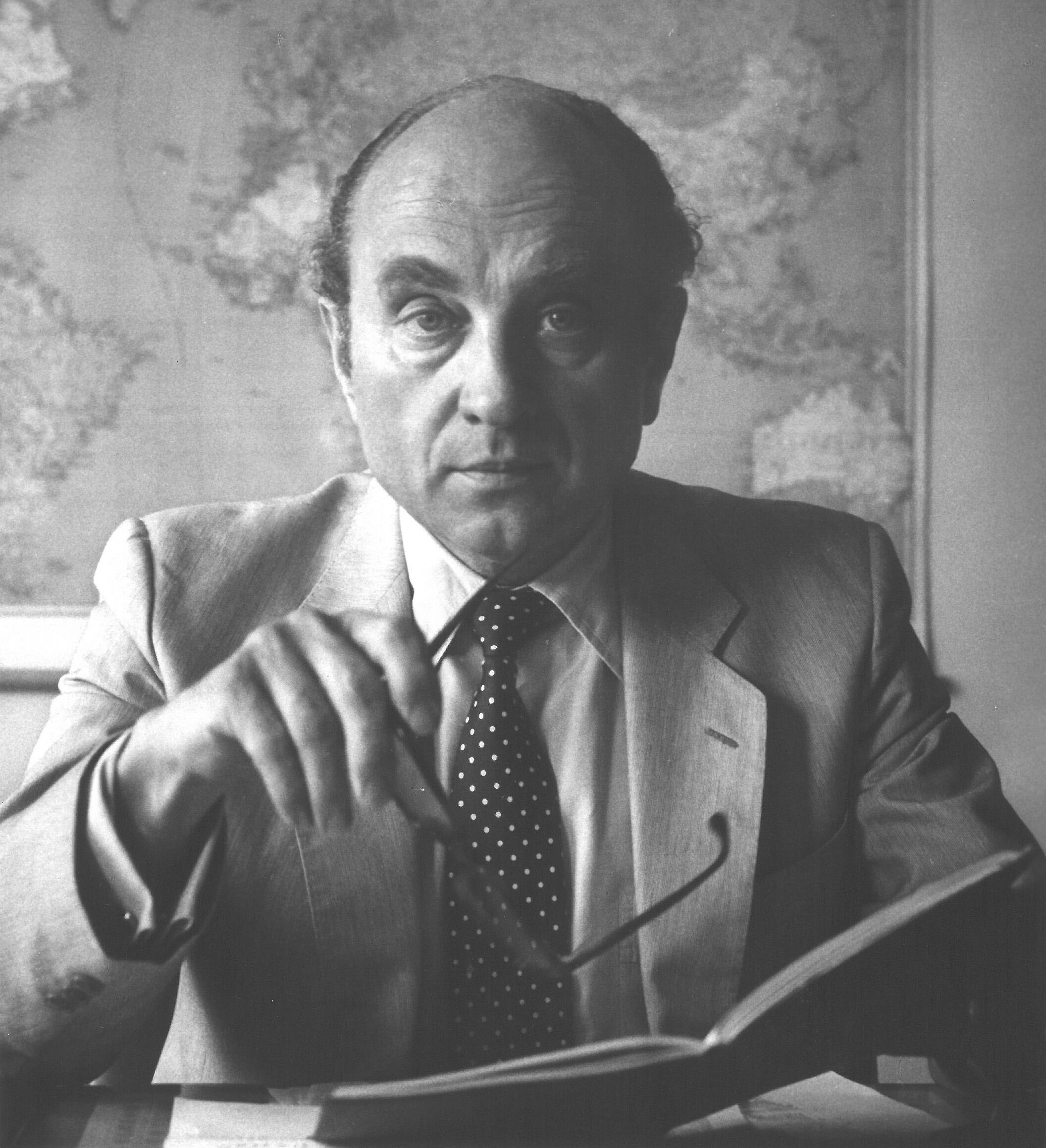
Otto Graf Lambsdorff

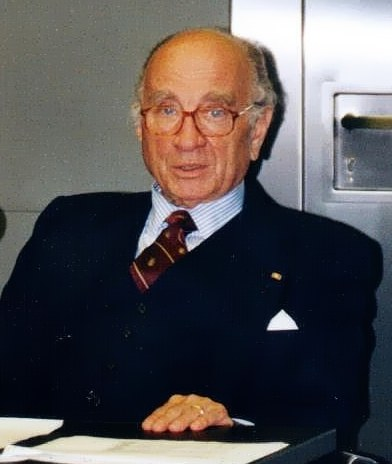
Otto Graf Lambsdorff (2001)

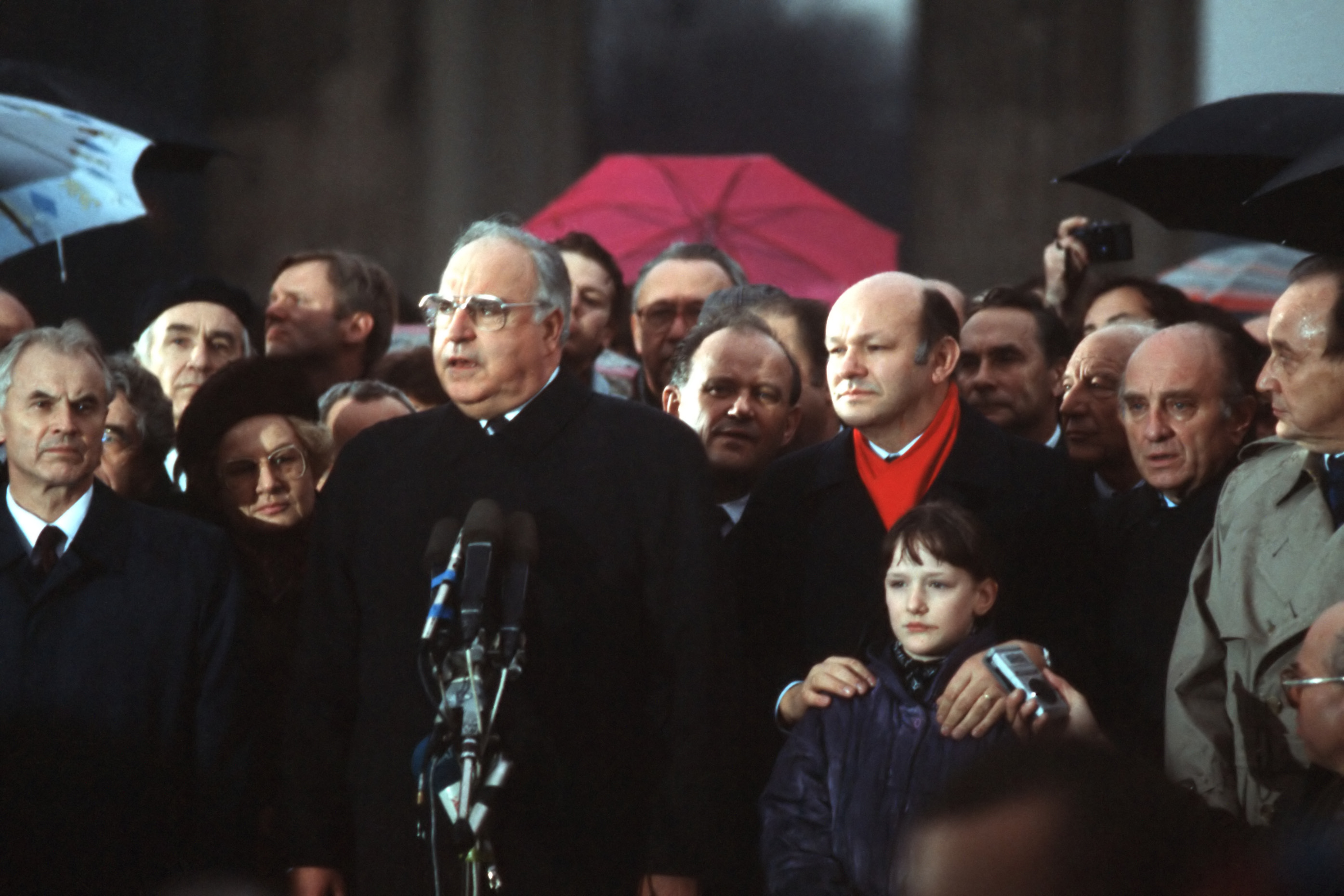
Otto Graf Lambsdorff (1989) rechts neben Walter Momper

Otto Friedrich Wilhelm von der Wenge Graf Lambsdorff (* 20. Dezember 1926 in Aachen; † 5. Dezember 2009 in Bonn) war ein deutscher Politiker (FDP). Er amtierte von 1977 bis 1984 als Bundesminister für Wirtschaft sowie von 1988 bis 1993 als Bundesvorsitzender der FDP. 1987 wurde Lambsdorff im Zusammenhang mit der Flick-Affäre wegen Steuerhinterziehung zu einer Geldstrafe verurteilt.

## Ausbildung und Beruf
Otto Graf Lambsdorff entstammte der deutschbaltischen und uradeligen Adelsfamilie derer von Lambsdorff. Er besuchte ab 1932 zunächst Schulen in Berlin und von 1941 bis 1944 als Internatszögling der ehemaligen Ritterakademie das Saldern-Gymnasium in Brandenburg an der Havel. Im Zweiten Weltkrieg diente er ab Frühjahr 1944 als Offiziersanwärter bei der Wehrmacht und wurde Ostern 1945 in Thüringen nahe Herpf bei einem Tieffliegerangriff schwer verwundet. Infolge der Verwundung musste ihm der linke Unterschenkel amputiert werden, weswegen er in späteren Jahren ein Holzbein trug und einen Gehstock benutzte.
Nach der Kriegsgefangenschaft bestand Lambsdorff 1946 das Abitur am Pestalozzi-Gymnasium Unna und absolvierte anschließend ein Studium der Rechts- und Staatswissenschaften an der Universität Bonn und der Kölner Universität, welches er 1950 mit dem ersten juristischen Staatsexamen beendete. 1952 erfolgte seine Promotion mit der Arbeit Abschied vom Reichsleistungsgesetz unter besonderer Berücksichtigung der aktuellen Rechtsprechung zum RLG. 1955 legte er das zweite Staatsexamen ab.
Von 1955 bis 1971 war er im Kreditgewerbe tätig, zuletzt als Generalbevollmächtigter der Düsseldorfer Privatbank Trinkaus. Seit 1960 war er als Rechtsanwalt zugelassen. Von 1971 bis 1977 war er Mitglied des Vorstandes der Victoria-Rückversicherung AG. 1978 trat er in die Düsseldorfer Anwaltssozietät Wessing/von der Goltz ein. Von 1988 bis Juli 2008 war er Aufsichtsratsvorsitzender der Iveco Magirus AG. Lambsdorff bekleidete einen Posten im Advisory Board der GML (Group Menatep), deren Mehrheitsaktionär Michail Chodorkowski war.

## Familie

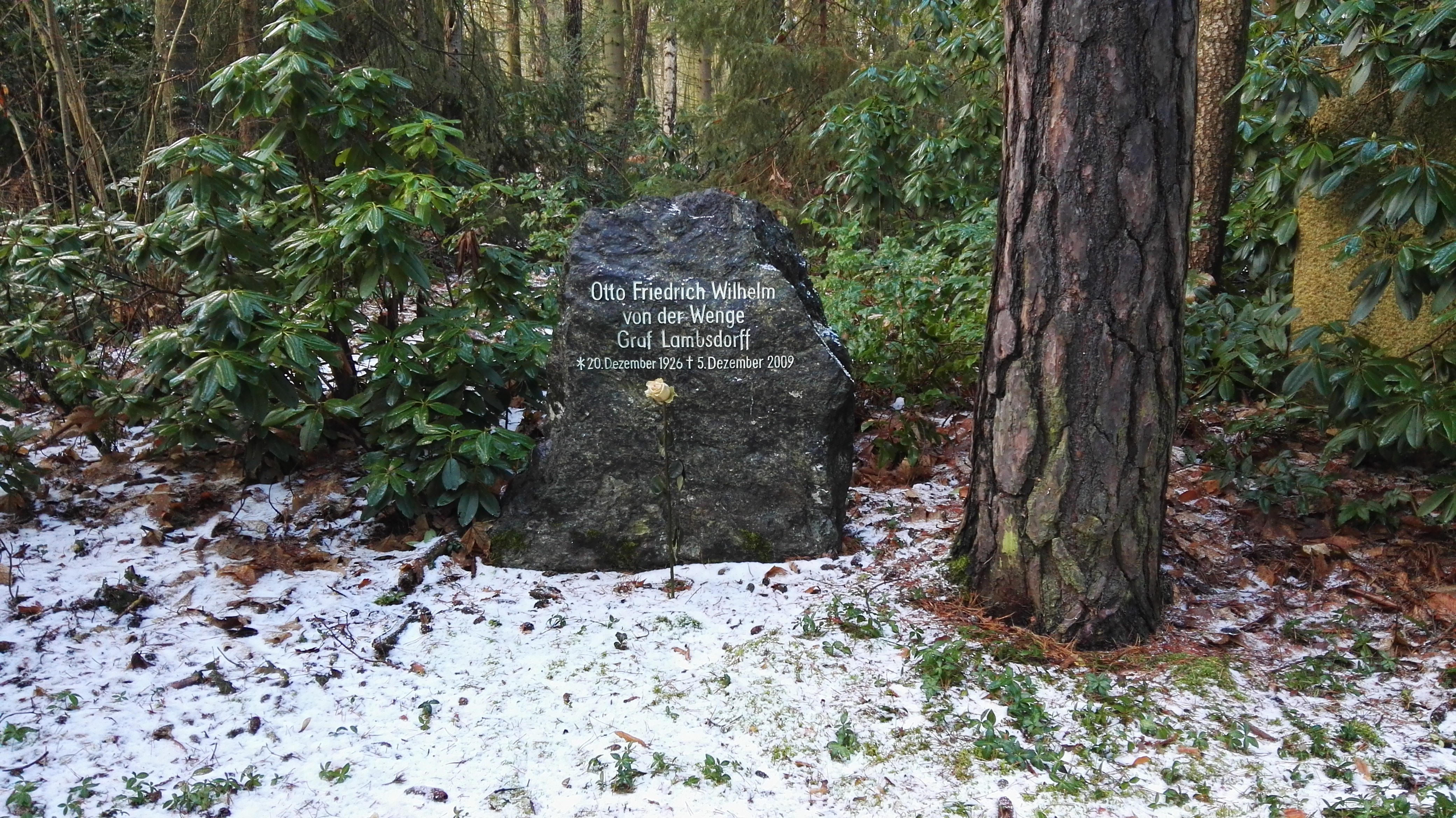
Grabstätte

Otto Graf Lambsdorff war das älteste von drei Kindern von Herbert Graf Lambsdorff (1899–1976) und Eva von Schmid (1904–1978). Sein Bruder Hagen Graf Lambsdorff (* 1935) war deutscher Botschafter in Tschechien und Lettland. Lambsdorff heiratete 1953 Renate Lepper. Er hatte aus dieser Ehe, die später geschieden wurde, drei Kinder, darunter den Botschafter Nikolaus Graf Lambsdorff. 1975 heiratete Lambsdorff in zweiter Ehe Alexandra von Quistorp (* 1945). Er lebte in Bad Münstereifel-Eschweiler und vorübergehend auch in Bonn. Sein Grab befindet sich in einer Familiengrabstätte auf dem Südwestkirchhof Stahnsdorf.
Sein Neffe Alexander Graf Lambsdorff vertrat die FDP von 2004 bis 2017 im Europaparlament, war von 2017 bis 2023 Bundestagsabgeordneter und ist seit 2023 deutscher Botschafter in Moskau.

## Partei
Lambsdorff war seit 1951 Mitglied der FDP. Von 1968 bis 1978 war er als Schatzmeister Mitglied im geschäftsführenden FDP-Landesvorstand von Nordrhein-Westfalen. Seit 1972 gehörte Lambsdorff dem FDP-Bundesvorstand an, seit 1982 auch dem Präsidium der FDP. Vom 8. Oktober 1988 bis zum 11. Juni 1993 war er Bundesvorsitzender und seit 1993 Ehrenvorsitzender der FDP. Von 1991 bis 1994 war Lambsdorff Präsident der Liberalen Internationale. Von 1995 bis 2006 war er Vorsitzender des Vorstandes der Friedrich-Naumann-Stiftung. Unterlagen über seine Tätigkeit für die FDP und die Liberale Internationale liegen im Archiv des Liberalismus in Gummersbach.

## Parlament
Lambsdorff war von 1972 bis 1998 Mitglied des Deutschen Bundestages. Hier war er von 1972 bis 1977 und von 1984 bis 1997 wirtschaftspolitischer Sprecher der FDP-Bundestagsfraktion.

## Öffentliche Ämter und politische Ziele

### Rolle als Minister

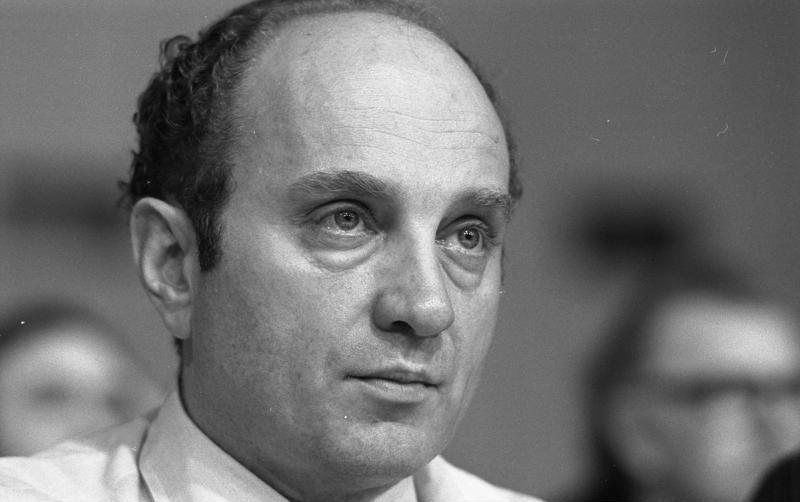
Otto Graf Lambsdorff (1975)

Am 7. Oktober 1977 wurde er als Bundesminister für Wirtschaft in die von Bundeskanzler Helmut Schmidt geführte Bundesregierung berufen. Vom Ordoliberalismus und der Marktwirtschaft überzeugt, stritt Lambsdorff zum einen für eine Neuregelung der Mitbestimmungsgesetzgebung. Er versuchte dabei, die aus seiner Sicht zu weitgehenden Mitwirkungsrechte, die infolge der Biedenkopf-Kommission ins Mitbestimmungsgesetz von 1976 eingebracht worden waren, zu verhindern. Zum anderen wandte er sich gegen das „deficit spending“ im Rahmen der Globalsteuerung, das zu einer immer höher werdenden Schuldenlast des Staates führe.
Nach der Bundestagswahl 1980 war Lambsdorff unter anderem durch das Abfassen des am 9. September 1982 veröffentlichten sogenannten Lambsdorff-Papiers (offiziell: Konzept für eine Politik zur Überwindung der Wachstumsschwäche und zur Bekämpfung der Arbeitslosigkeit, auch als Scheidungspapier oder Manifest der Sezession bekannt) maßgeblich am Bruch der sozialliberalen Koalition beteiligt. Am 17. September 1982 trat er gemeinsam mit den anderen FDP-Bundesministern zurück. Nach der Wahl von Helmut Kohl zum Bundeskanzler wurde Lambsdorff am 4. Oktober 1982 erneut zum Bundesminister für Wirtschaft ernannt.

### Flick-Affäre und Steuerhinterziehung
Im Zuge der sogenannten Flick-Affäre hob der Bundestag am 2. Dezember 1983 auf Ersuchen der ermittelnden Bonner Staatsanwaltschaft die Immunität des amtierenden Bundeswirtschaftsministers Lambsdorff auf, der dann, als die Anklage zugelassen wurde, am 27. Juni 1984 zurücktrat. Der Prozess vor dem Landgericht Bonn zog sich rund anderthalb Jahre hin. Am 16. Februar 1987 wurde Otto Graf Lambsdorff gemeinsam mit dem Flick-Manager Eberhard von Brauchitsch sowie dem vormaligen Bundeswirtschaftsminister Hans Friderichs wegen Steuerhinterziehung rechtskräftig verurteilt. Lambsdorff erhielt eine Geldstrafe in Höhe von 180.000 DM. Vom Vorwurf der Bestechung bzw. Bestechlichkeit sprach das Gericht die Angeklagten mangels Beweisen frei. Vom Bundeswirtschaftsministerium wurden ihm jedoch 515.000 DM zur Deckung seiner Anwaltskosten zugesprochen.

### Weitere Ämter
Als bekannter Verfechter der Marktwirtschaft (der von Herbert Wehner erfundene Schmähbegriff „Marktgraf“ für Lambsdorff wurde lebenslang als positives Markenzeichen für ihn verwendet) blieb Lambsdorff in seiner Partei populär und konnte sich 1988 als Nachfolger von Martin Bangemann bei der Neuwahl des FDP-Parteivorsitzenden gegen Irmgard Adam-Schwaetzer durchsetzen. In seiner Amtszeit kam im August 1990 der Zusammenschluss der FDP mit der LDPD und anderen liberalen Gruppierungen in der DDR zustande. Nach der deutschen Wiedervereinigung erreichte die FDP eines ihrer besten Wahlergebnisse seit Gründung. Bereits zu diesem Zeitpunkt forderte Lambsdorff als einer der ersten eine Abkehr von der bisherigen „Umverteilungspolitik“ und die „Rückkehr zu mehr marktwirtschaftlichen Prinzipien und Grundsätzen“, was später auch die Wiesbadener Grundsätze der FDP bestimmen sollte.

### Rolle als Sonderbeauftragter
Nach seinem Ausscheiden aus dem Deutschen Bundestag begann er 1999 als Beauftragter des damaligen Bundeskanzlers Gerhard Schröder die Verhandlungen über Art und Höhe der Entschädigung für ehemalige NS-Zwangsarbeiter zu führen. Mit Gründung der Stiftung „Erinnerung, Verantwortung und Zukunft“ wurde diese Wiedergutmachung im Sommer 2001 begonnen. Graf Lambsdorff erhielt für seine Rolle hierbei den Toleranzpreis des Jüdischen Museums in Berlin.

## Nichtöffentliche Ämter
Otto Graf Lambsdorff war Ehrenpräsident der DSW (Deutsche Schutzvereinigung für Wertpapierbesitz). Seit 2006 war er Internationaler Berater der Japan Art Association für die Verleihung des Praemium Imperiale.

## Mitgliedschaften
1962 war Otto Graf Lambsdorff Gründungsmitglied des Rotary-Clubs Düsseldorf-Süd. 1995 war er Mitbegründer und bis 2003 Kuratoriumsvorsitzender des Fördervereins Dom zu Brandenburg. Er war Mitglied des Domkapitels des Doms zu Brandenburg/Havel. Von 1992 bis 2001 war er European Chairman der Trilateralen Kommission und ab 2001 Honorary Chairman. Lambsdorff war Mitglied der Jury des Franz-Werfel-Menschenrechtspreises. Seit 1952 als Ehrenritter und 1963 als Rechtsritter war er Mitglied des protestantischen Johanniterordens.

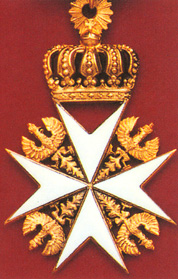
Rechtsritterkreuz des Johanniterordens

## Preise und Auszeichnungen (Auswahl)
- Großes Verdienstkreuz der Bundesrepublik Deutschland (1977)
- Großes Verdienstkreuz mit Stern und Schulterband der Bundesrepublik Deutschland (1980)
- Bayerischer Bierorden (1981)
- Thomas-Dehler-Preis (1985)
- Alexander-Rüstow-Plakette (1986)
- Wolfgang-Döring-Medaille (1990)
- Orden des Heiligen Schatzes mit Schulterband (1993)
- Orden des Marienland-Kreuzes I. Klasse (1997)
- Reinhold-Maier-Medaille (1998)
- Ludwig-Erhard-Medaille (1999)
- Großkreuz des Verdienstordens der Bundesrepublik Deutschland (4. Dezember 2000)[16]
- Eric-M.-Warburg-Preis (2000 – Atlantik-Brücke e. V.)
- Aufnahme in die Hall of Fame der deutschen Wirtschaft (2001)[17]
- Offizierskreuz der Französischen Ehrenlegion (2002)
- Komtur mit Stern des Verdienstordens der Republik Ungarn (2002)
- Friedrich A. von Hayek-Medaille (25. Juni 2004)[18]
- Preis für Verständigung und Toleranz des Jüdischen Museums Berlin (2005)[10]
- Light of Truth Award (16. Juni 2005)[19]
- Verdienstorden des Landes Nordrhein-Westfalen (2006)

## Veröffentlichungen (Auswahl)
- (Hrsg.): „Die Bildung der Individualität ist der letzte Zweck.“ Wilhelm von Humboldt – heute? Beiträge eines Kolloquiums über Liberale Kultur- und Bildungspolitik anlässlich des 75. Geburtstags von Dr. Barthold C. Witte am 23. Mai 2003 in Berlin. Liberal-Verlag, Berlin 2003, ISBN 3-920590-05-8.
- Frische Luft für Bonn. Eine liberale Politik mit mehr Markt als Staat. 2. Aufl., DVA, Stuttgart 1987, ISBN 3-421-06373-7.
- Rationelle Energieverwendung. Nationale Maßnahmen und Ergebnisse sowie internationale Aspekte. Glückauf, Essen 1981, ISBN 3-7739-0362-6.
- Bewährung. Wirtschaftspolitik in Krisenzeiten. Econ, Düsseldorf [u. a.] 1980, ISBN 3-430-15888-5.
- Zielsetzung. Aufgaben und Chancen der Marktwirtschaft. Econ, Düsseldorf [u. a.] 1977, ISBN 3-430-15887-7.
- Abschied vom Reichsleistungsgesetz unter besonderer Berücksichtigung der aktuellen Rechtsprechung zum RLG. Universität zu Köln, Köln 1952 (Dissertation).